# EJay
eJay ist eine Musiksoftware-Produktreihe, unter welcher primär einfach zu bedienende Sequenzer für Windows vertrieben werden, die bereits eine Sammlung an Samples mit sich bringen. Neben dieser Produktlinie wurde außerdem noch andere Software produziert, die u. a. zur Audiorestauration dient. Die Vermarktung begann im Jahre 1997 als das erste Produkt „Dance eJay“ erschien.
Im Mai 2009 wurde auf der offiziellen Facebook-Seite von eJay verkündet, dass der bisherige Besitzer Empire Interactive Europe Limited die Rechte an „eine andere Firma“ verloren habe und die Zukunft von eJay ungewiss sei. Am 1. August 2009 wurde die Internetpräsenz von eJay, als auch die von Empire Interactive entfernt.
Seit Ende 2010 vertreibt das Unternehmen HBV einige der eJay-Produkte mit dem Zusatztitel „Reloaded“. Die offizielle URL www.ejay.com wurde von dem Unternehmen ebenfalls reaktiviert.

## Sequenzer

### Benutzung und Möglichkeiten
Mit dem Programm war es möglich, eigene Musik zu komponieren und zu mischen sowie zu verwalten, hauptsächlich je nach Version, Musikrichtungen wie Techno, Rave, Dance, Hip-Hop, aber auch Rock- und Popmusik. Sie sollte hauptsächlich die Jugendkultur ansprechen.
Benutzer dieser Software konnten ihre eigenen Tracks auf der Website www.ejay-uk.com veröffentlichen und sich darüber hinaus mit anderen Anwendern austauschen.

### Inhalt
Das Programm bestand aus einer bestimmten Anzahl von Tonspuren, auf denen schon fertiggestellte Samples eingesetzt werden können. Die Samples ähnelten einzelnen Bausteinen, die per Mausklick je nach Kategorie entweder einen kurzen Rhythmus, ein Bassriff, Effekte, eine Melodie oder irgendwelchen anderen kurzen Instrumentalisierungen oder Sounds abspielten.
Die Software gilt als besonders benutzerfreundlich und leicht bedienbar und wird deshalb öfters Anfängern und Laien empfohlen.

### Samples
Die Samples sind lizenzfrei und werden im Sample-Archiv im Internet kostenlos zur Verfügung gestellt. Wöchentlich werden 20 neue Sounds hinzugefügt und können in die Software eingebunden werden. Die Version Dance eJay enthält bis zu 5000 lizenzfreie Samples, die im so genannten Wave-Editor bearbeitet und verändert werden können.
Eigene Samples im WAV-Format lassen sich importieren oder mit der eingebauten eJay Recording Box aufzeichnen.
Die Musik kann auf Rechner exportiert und auf eine CD kopiert werden.

## Produkte
- Dance eJay (1-7)
- Dance eJay For Schools
- DJ Mixstation (1-4)
- eJay 360° Xtreme SoundTraxx
- eJay Audio Cleaning Studio
- eJay Audio Station 2004
- eJay Legends (1-3)
- eJay MP3 Easy
- eJay MP3 Pro
- eJay MP3 Station 2.0
- eJay Music Director
- eJay Music Director Gold
- eJay Music Director Pro
- eJay Sound Classics
- eJay Sound Collection (1-5)
- eJay Sound Selection (1-4)
- eJay Studio
- Groove eJay (1-4)
- Hip-Hop eJay (1-6)
- House eJay
- Mix CD Producer
- Music Cleaning Studio
- Rave eJay (1-4)
- RnB Virtual Music Studio
- Techno eJay (1-5)
- Virtual Music Manager
- Virtual Music Studio